# Die Perlen
Die Perlen zijn een Duitse elektro-formatie, opgericht in Neurenberg in april 2000. Ze maken muziek die tussen minimal electro en electroclash in zit en hebben samengewerkt met Welle:Erdball. De band bestaat uit Katja Hah en Ferdinand Ess.

## Oorsprong en ontstaan
Die Perlen ontstonden als een hobbyproject, oorspronkelijk onder de titel Perlen vor die Säue; er bestond echter al een band met die naam, dus doopten ze zich algauw in Die Perlen om. Tot 2004 verschenen er enkel demo’s; de eerste ep heette Gedankenzüge, en hun eerste volwaardige album verscheen in 2006 onder de naam Telektroponk, wat een samentrekking is en duidt op het muzikale karakter van electro, punk, chiptune en Neue Deutsche Welle. Bijwijlen gebruikt de groep een chip uit de Atari 8 bit-familie, wat een typerende videospelklank uit de jaren tachtig aan hun muziek geeft.
De eerste uitgaven waren in eigen beheer verschenen; vanaf het eerste album werd hun werk op het label Fire Zone verspreid. Het nummer ‘Wir hören mit’ op hun tweede album, Szenenwechsel, is een samenwerking met bitpop-pioniers Welle:Erdball. Twee andere nummers op dit album ontstonden in samenwerking met de Franse band Joy Disaster. Op de maxi-cd Ich bin aus Plastik van Welle:Erdball uit 2008 werkten ook Die Perlen mee.
In 2003 wonnen Die Perlen de muziekgroepwedstrijd „Projekt 19” van het programma Zündfunk van de Bayerischer Rundfunk, wat hun een samenwerking met Mario Thaler opleverde, de producent van The Notwist. De ep Stadt uit 2009 verscheen als beperkte oplage op vinyl. Het eveneens op vinyl uitgebrachte ‘Nur tote Männer sind schön’ is een herwerking van Welle:Erdballs ‘Nur tote Frauen sind schön’. Op de B-zijde daarvan stond het nummer ‘Allein im Funkhaus’, door Projekt Funkhaus, een samenwerkingsverband tussen Die Perlen, Welle:Erdball, Sonnenbrandt en Herzinfarkt.
In het kader van het tienjarige jubileum van Die Perlen staat een compilatiealbum op stapel, waarvoor fans suggesties mogen indienen.

## Discografie

### Demo’s
- 2000: Wirf mich weg
- 2001: Grauer Stern
- 2002: …what is time?
- 2003: Spielbar

### Singles
- 2009: Nur tote Männer sind schön (beperkte oplage op 7"-vinyl)

### Ep’s
- 2004: Gedankenzüge
- 2009: Stadt (beperkte oplage op 10"-vinyl)

### Albums
- 2006: Telektroponk
- 2008: Szenenwechsel